# Скудар Георгій Маркович
Гео́ргій Ма́ркович Ску́дар  (18 липня 1942, Олов'яне) — український промисловець і політик, доктор економічних наук (2001). Член Політради Партії регіонів; член Комітету з Державних премій України в галузі науки і техніки (з 06.2000); президент ЗАТ «Новокраматорський машинобудівний завод».

## Біографія
Народився 18 липня 1942 (Олов'яне, Читинська область, Російська РФСР). Етнічний грек. Освіта: Жданівський металургійний технікум (1956–1960); Краматорський індустріальний інститут (1971), «Машини і технології обробки металів тиском»; кандидатська дисертація «Стратегія стійкого розвитку акціонерного товариства в умовах формування ринкової економіки (на прикладі заводів важкого машинобудування)» (Інститут економіки промисловості НАН України, 1997); докторська дисертація «Організаційно-економічний механізм управління конкурентоспроможністю підприємства» (2000, Інститут економіки промисловості НАН України).
1960-61 — підручний коваля, інженер-технолог на Новокраматорському машинобудівному заводі ім. Леніна. 1961-64 — служба в армії. 1964-74 — контрольний майстер, ст. контрольний майстер, начальник дільниці тех. контролю на Новокраматорському машинобудівному заводі. 1976-91 — відрядження в Іран. 1978-79 — заступник начальника ковальсько-пресового цеху, заступник головного металурга, начальник ковальсько-пресового цеху Новокраматорського машинобудівного заводу. 1991-94 — директор Орендного об'єднання «Новокраматорський машинобудівний завод»; голова правління, генеральний директор ВО «Новокраматорський машинобудівний завод». З 1994 — голова правління, генеральний директор ЗАТ «Новокраматорський машинобудівний завод». Депутат Донецької облради (1994—2002).
1999 — довірена особа кандидата у Президенти України Л.Кучми у загальнодержавному виборчому окрузі. Довірена особа кандидата на пост Президента України В. Януковича в ТВО № 52 (2004-05).
Народний депутат України 4-го скликання 04.2002-04.06, виборчий округ № 52 Донецької області, висунутий блоком «За єдину Україну!». За 47.21 %, 12 суперників. На час виборів голова правління ЗАТ «Новокраматорський машинобудівний завод», член Партії регіонів. Член фракції «Єдина Україна» (05.-06.2002), член фракції «Регіони України» (06.2002-09.05), член Комітету з питань економічної політики, управління народним господарством, власності та інвестицій (з 06.2002).
Народний депутат України 5-го скликання з 04.2006 від Партії регіонів, № 3 в списку. Член Комітету з питань економічної політики (з 07.2006), член фракції Партії регіонів (з 05.2006);
Народний депутат України 6-го скликання з 11.2007 від Партії регіонів, № 12 в списку. На час виборів: народний депутат України, член ПР.
10 серпня 2012 року у другому читанні проголосував за Закон України «Про засади державної мовної політики», який суперечить Конституції України (?), не має фінансово-економічного обґрунтування і спрямований на знищення української мови. Закон було прийнято із порушеннями регламенту.
Член Політради Партії регіонів; член Комітету з Державних премій України в галузі науки і техніки (з 06.2000); президент ЗАТ «Новокраматорський машинобудівний завод». Член Національної ради з узгодження діяльності загальнодержавних і регіональних органів та місцевого самоврядування (з 12.2000); член Національної ради зі сталого розвитку України (з 05.2003)

## Нагороди
- Лауреат премії ім. В.Вернадського (2000).
- Заслужений машинобудівник України (1994).
- Медаль «За доблесний труд» (1984).
- Знак «За ударний труд» I ст. (1984).
- Звання «Ветеран праці заводу» (1987).
- Орден «За заслуги» III (04.1998), II ст. (09.1999).
- Герой України (з врученням ордена Держави, 23 вересня 1999 року).